# Baraquements Thiepval
Les Baraquements Thiepval à Lisburn, dans le comté d'Antrim, est le quartier général de l'armée britannique en Irlande du Nord et de sa 38e Brigade (irlandaise).

## Histoire
Les baraquements ont été construits en 1940. Ils portent le nom du village de Thiepval dans le nord de la France, site important de la bataille de la Somme et site du Mémorial de Thiepval aux disparus de la Somme.
À partir de 1954, les baraquements contenaient le quartier général opérationnel du Groupe Royal Observer Corps de Belfast n°31 qui opérait à partir d'un bunker nucléaire protégé sur Knox Road dans les Baraquements Thiepval. Converti à partir d'une salle d'opérations anti-aériennes (AAOR) des années 1940, le bunker prendrait en charge plus d'une centaine de volontaires du ROC et une équipe d'avertissement de dix hommes de l'Organisation britannique d'alerte et de surveillance responsable de la fameuse alerte de quatre minutes en cas de frappe nucléaire sur la Grande-Bretagne. Le ROC détecterait également les retombées radioactives des explosions nucléaires et avertirait le public de l'approche des retombées. Les deux organisations ont été dissoutes à la fin de la guerre froide.
Au début des années 1970, les baraquements sont également devenus le siège de la 39e brigade d'infanterie et ont fourni le quartier général du régiment de défense de l'Ulster. La brigade, en tant que 39e brigade aéroportable, a été impliquée dans les troubles en Irlande du Nord, prenant finalement la responsabilité, sous le QG d'Irlande du Nord, d'une zone comprenant Belfast et la partie orientale de la province, mais excluant la région frontalière du sud de l'Armagh. À partir de septembre 1970, il était commandé par le brigadier Frank Kitson.
Le 7 octobre 1996, l'armée républicaine irlandaise provisoire a pénétré dans la base fortement fortifiée pour faire exploser deux voitures piégées. La première a explosé à 15h35 GMT suivi de la seconde une dizaine de minutes plus tard près des installations médicales de la base où se rassemblaient les victimes. L'adjudant James Bradwell (43 ans) a été tué et 21 soldats et 10 civils ont été blessés. Cet attentat à la bombe était la première attaque majeure contre une base militaire en Irlande du Nord depuis la fin du cessez-le-feu de l'IRA avec l'attentat des Docklands en 1996,.
La 39e brigade d'infanterie a repris certaines unités de la 3e brigade lorsque cette brigade a été dissoute le 1er septembre 2004. La brigade d'infanterie QG 8 basée aux Baraquements Shackleton, Ballykelly, comté de Londonderry a été dissoute et confiée à la brigade d'infanterie QG 39 aux Baraquements Thiepval le 1er septembre 2006.
Le 1er août 2007, la brigade a fusionné avec la 107e brigade (Ulster) lorsque le nouveau QG de brigade non déployable, la 38e brigade (irlandaise), a été formé dans la province.
Les baraquements abritent toujours la 38e brigade (irlandaise).
Depuis 2010, le site accueille le HMS Hibernia, quartier général de la Royal Naval Reserve de l'Irlande du Nord.* 